# Gaspar Vallejo
Gaspar Vallejo Pérez foi um árbitro de futebol mexicano. Apitou duas partidas da Copa do Mundo FIFA de 1930.